# Петько, Валерий Михайлович
Вале́рий Миха́йлович Петько́ (род. 28 октября 1956, Большое Судачье, Сталинградская область) — советский, российский гидрограф, океанограф, гидролог. Исследователь Мирового океана. Начальник Гидрографической службы Черноморского флота (2003—2006). Капитан 1-го ранга. Заслуженный военный специалист Российской Федерации (2010).

## Биография
Валерий Михайлович Петько родился 28 октября 1956 года в селе Большое Судачье Руднянского района Волгоградской области.
Окончил Высшее военно-морское училище имени М. В. Фрунзе, гидрографический факультет (1979).
С 1979 года по 2006 год — служба на Черноморском флоте ВМФ СССР (до 1991), Черноморском флоте ВМФ России (с 1992):
- ст. помощник командира гидрографической партии 11-й Океанографической экспедиции (ОЭ)
- начальник гидрографической части Керченского гидрографического района
- зам. командира гидрографического отряда 11-й ОЭ
- начальник отделения камеральной обработки 11-й ОЭ
- зам. начальника 11-й ОЭ
- командир гидрологического отряда 23-й ОЭ
- зам. начальника 23-й ОЭ
- зам. начальника Гидрографической службы Черноморского флота (1996)
- начальник Гидрографической службы Черноморского флота (ГС ЧФ) (2003—2006)

Член редакционной коллегии издаваемого Главным гидрографическим управлением журнала «Записки по гидрографии» (2004—2008).
После увольнения в запас — начальник части сбора и обработки оперативной информации ГС ЧФ (2006—2017).
Председатель Совета ветеранов ГС ЧФ.

## Участие в гидрографических экспедициях
- Участник исследовательских работ в Болгарии, Эфиопии, Йемене, на Кубе.
- Участник походов в Средиземное море, Атлантический и Индийский океаны.
- Исследовал акватории Чёрного и Азовского морей, Бугско-Днепровский лиман-канал[1][2].

## Избранные печатные труды
- Петько В. М. 175 лет Гидрографической службе Черноморского флота // Записки по гидрографии. — СПб.: 2007. № 273. — 511 с.[6]

## Основные награды
- Медаль «За боевые заслуги» (1983)
- Заслуженный военный специалист Российской Федерации (2010)[3][5][7]

## Семья
Супруга — Ольга.
Дети: дочь — Ольга, сын — Юрий.